# ウチの夫は仕事ができない
『ウチの夫は仕事ができない』（ウチのおっとはしごとができない）は、2017年7月8日から9月16日まで日本テレビ系土曜ドラマ枠で放送された日本のテレビドラマである。主演は錦戸亮。脚本は渡辺千穂によるオリジナルストーリーである。
キャッチコピーは「可哀想で可愛い私の夫💙」。
日本のほか、カンボジア、香港、インドネシア、フィリピン、シンガポール、タイの国外6か国で、有料チャンネル「GEM」を通じた同日・同時刻放送が行われる。民放の連続ドラマ全話を国内外で同時放送するのは日本初のことである。

## 制作
ドラマプロデューサーの小田玲奈は、本作を思いついたとき「可哀そうで可愛い私の夫」という言葉を思い浮かべて物語を構想し、夫役に錦戸亮を、妻役に松岡茉優を起用した。妻から理想の夫だと思われていたが実は仕事ができない主人公・小林司が、妻の妊娠を機に「できる夫」を目指して夫婦で奮闘するお仕事ホームドラマ。

## キャスト

### 小林夫婦
小林 司（こばやし つかさ）〈30〉
演 - 錦戸亮
イベント会社・マックスエンターテインメントで働く。学歴は大学院中退。関西出身で家族には関西弁で話すが、沙也加と社内の人間には標準語で話す。名前の由来が「人を司る人になる様に」とありながら、会社では「仕事ができない男」で社内ではお荷物扱いされており、それゆえに冴えないダメ社員である。なお、社内にもう1人、仕事ができる小林 司がいることから比較されることもある。菌類、キノコについて大学時代に研究し、趣味は粘菌。趣味で森に入っている時に沙也加と出会って間もない頃は「森の妖精」と呼んでいたが、結婚後は「サーヤ」と呼んでいる。気弱で自ら意見をはっきりと言えず、弱音や愚痴を吐いてしまうタイプで、よく忘れ物（特にスマートフォン）をするが、嘘が嫌い で思いやりのある誠実な性格。愛妻家であり、正義感も強く、困っている人を見ると放っておけず、自分の事をそっちのけにして助けてしまい、結果自身が損をしている。異動間もない頃は土方やその他同僚には認めてもらえず会社をサボったりしていたが、沙也加や黒川などの人々の助言で自信を取り戻し、成長していく。その後は自ら尽力して「本当はやればできる」一面を見せるようになり、誠実な人柄も幸いし成功に導き、土方やその他同僚、仕事相手などから次第に認められるようになり、社長から社長賞を貰うまでに成長して多忙な身になってしまう。そのために一時沙也加が家出をしてしまうほど夫婦仲が悪くなるが、沙也加が作っている愛妻弁当のレシピを読み、そこに記された想いに気づき、仲直りをする。沙也加の出産後は仕事だけでなく子育てにも尽力するイクメンになり、頼もしくて立派な男に成長する。
小林 沙也加（こばやし さやか）〈24〉
演 - 松岡茉優
司の妻。北海道出身。女友達とハイキングに行ってはぐれてしまい、遭難するかと思った時に司と出会い恋に落ちた。司のことを「つかポン」と呼んでいる。司のことについて時折妄想するが、その妄想がなぜかミュージカル調となる。司とは一目惚れで結婚するが、仕事が出来ないと知ってからはそれを認めつつ、仕事が出来る夫にすべく日々奮闘する温厚で心優しい良識的な妻であり、司に対しては良き理解者として接している。一方、突然家に押し掛けて来る義姉・みどりには内心辟易している が、後述の通り田所と同居を始め司たちの家を出ていったため、多少関係が改善している。前述の通り、司が多忙になると、淋しさのあまり家出をしあかりの店に転がり込み、店を手伝った。その後男の子を産んだ。名前は「歩」。

### マックスエンターテインメント
土方 俊治（ひじかた としはる）〈37〉
演 - 佐藤隆太
会社のチームリーダーで、司の上司。仕事ができる男であり、姓の異なる妻がいるが、妻の浮気に愛想を尽かしており、自身も勤勉な身であるため現在は別居している。普段からクールな性格であるが、仕事には勤勉で人一倍厳しく、司が異動間もない頃はその仕事ぶりに辛辣し、事あるごとに厳しく当たるなど度々叱責していたが、やればできる一面をみせるようになってからはその実力を認めて期待するようになり、良き理解者として接するようになる。沙也加が破水したことを知ってからは司に仕事より家族を優先させる言葉を投げかけ、出産後は素直に祝福する。
黒川 晶（くろかわ あきら）〈36〉
演 - 壇蜜
会社の社員で、司の上司。それなり仕事をこなすことができ、それに加えて上司である土方に物申すことができるほどの発言力を持つ。一方酒癖は悪く、酒が入ると人が変わるため、司以外の部下たちを飲みに誘おうとすると何かと理由をつけられ断られることが多いが、司自身は第4話までは素直に受け入れていた。体育会系で大学時代は空手部に所属していた。色気のある外見とは裏腹に男勝りで高飛車な性格であり、そのためか部下たちには男言葉で話す。また、自分の問い掛けに対して弱音を吐くような曖昧な返事をされることを嫌い、（特に司に対して）「『え』じゃねえだろ?『はい』だろ!」などと叱り、強引に従わせる。自分が女性と言うだけで取引先等の関係者には歓迎されるどころか男性の担当者を付ける様に言われ、1人で思い悩む。誰にでも柔和に接する事は無く締め上げる様な対応を取るなど、恐れ多い存在であるが、根は思いやりがあり、司の仕事ぶりを見てからは厳しい一面を持ちながらも彼の良き理解者となり、よく呑みに連れていくこともあるが、第5話以降は仕事に尽力するため、断られている。第8話から9話に掛けて、司が仕事ができるようになると、それを認めつつも、「でも、おまえ、イヤな奴になったな。ホメてんだぞ」と、核心を突く発言をしていた。
その名前故に（「あきら」という名前は男性でも使われる）、沙也加は司から黒川のプロフィールを聞いたとき、空手経験者の体育会系とあった事と「クロカワアキラ」という名前から男性と勘違いしていた。
田所 陽介（たところ ようすけ）〈27〉
演 - 薮宏太（Hey! Say! JUMP）
会社の社員で、司の後輩であるがライバル的存在で敵対する関係にあり、外面こそ良いが本性は偽善者そのもので陰湿かつ傲慢な性格。今時の若者で普段から若者言葉で話しており、無愛想で態度が大きく、その人柄ゆえに人間関係において度々衝突している。司に対しては仕事ができないことをいいことに嫌味を発するほど偏見の眼差しで見ており、後輩でありながら先輩を侮蔑するような態度を取っており、平気で「お前」「ニモちゃん」呼ばわりしたり、やればできる一面を見せるようになってからも嫉妬したりするなど悪態をついており、時には妻との仲を悪くさせる様な言葉を発したり愛妻弁当にケチをつけたり失敗に追い込むことを目論んだりするなどしているが、司は黙認しているものの、陰では弱みを握っており、後に彼の本性を暴露する決め手となる。とはいえ、他の同僚からはその振る舞いに対して時々注意されているが（大抵は渡瀬から窘められる程度である）、自身は自覚していない。仕事においてはある程度こなすことはできるが、勤務態度は誰よりも悪く、誠実とは思えないものであり、その仕事ぶりがかえって裏目に出てしまい、失敗に終わることもある。目先の成果を求めて場当たり的に嘘をつくなど、相手と仕事の内容について話し合いお互いに理解を深めるよりも、嘘をついてでも当面の契約を成立させることが良いと思っていたが、黒川に「二流だな」と評されてしまう。名字の読みは、「たところ」であるが、よく「たどころ」と間違えられる。自身は「たどころ」と呼ばれることを快く思っていないが、司に「たところ」と呼ばれた時には素直に喜んでいた。私生活においても根本は相変わらずであり、レンタルDVD店でみどりとぶつかってそのはずみでカレーをぶちまけられた時には謝罪するも誠意がなく、みどりに「心がこもっていない」と辛辣な態度で一喝されてしまう。後日、同じレンタルDVD店でみどりが借りようとしているものを先に取ってしまい文句を言われ、逆に因縁をつけてしまうが、そのみどりとは関係を持ち同居をし始め、みどりのことを「ドリー」と呼んでいる。みどりと関係を持ってからは司に対しても次第に認める様になり、陰では期待しているが、司がみどりの弟であることを知らなかった。それを知ってからは司に彼の本性を暴露されてしまい、司に謝罪するも沙也加やみどりから怒りを買ってしまう。その後は改心し、後輩らしく低姿勢な一面を見せるようになり、司を「アニキ」「小林さん」と呼び慕うようになり、仕事においても真剣に取り組むようになる。沙也加が出産後みどりと面会に行った際、彼女の病室でみどりにプロポーズし、結婚する。
渡瀬 理緒（わたせ りお）〈23〉
演 - 吉本実憂
会社のデスク。現代的なOLであり、司の職場では数少ない良識的な人物。社内ではイケメンをチェックしているが、思いやりのある男性がタイプなのか、司に対しては好意的でやればできる一面を見せるようになってからは一目置くほど期待し、なんだかんだで味方をするなど彼の心の支えともいえる存在であるが、いつも悪態をついている田所に対してはその振る舞いに対してうんざりしており、事あるごとに窘めているが、彼が未だに自覚していないため度々衝突しており、時には嫌悪感を抱いている節も見られたが、改心してからは関係は多少改善している。
三好 一平（みよし いっぺい）〈33〉
演 - 阿部翔平
会社の社員。司が異動間もない頃は田所と同じく見下していたが、やればできる一面を見せるようになってからは次第にその実力を認めるようになり、期待するようになる。
柳田 圭一（やなぎだ けいいち）〈28〉
演 - 笠松将
会社の社員。三好の腰巾着。司がやればできる一面を見せるようになってからはその実力を認めている。
小林 司（こばやし つかさ）
演 - 今井隆文
主人公と同姓同名の別人でこちらは仕事ができる小林 司。アフロヘアに太いフレームのメガネが特徴的。主人公である小林 司の写真が社内報の自分の記事に間違って載っていたことで怒っていた。第9話では主人公である司が社内報に掲載されるが、間違えてこちらの小林 司の写真が掲載されてしまい、主人公である司を激怒させてしまう。

### 沙也加の友達
町田 あかり（まちだ あかり）〈31〉
演 - イモトアヤコ
沙也加のマタニティー友達。明るい性格であり沙也加の相談相手。 夫・彦丸を「ブヒ丸」と呼んでいる。後述の通り、夫の浮気を疑い一時的に家出、沙也加の家に泊まった。また、彦丸がラップバトルで何も言えないのを見兼ねて自らがステージに上がり、夫への思いをラップに乗せて伝えた。沙也加たちの夫婦仲があまりに良く、まだ喧嘩をしたことがないと沙也加が話したため、まり代と共に「時には夫婦喧嘩も必要」と焚き付けた。その後男の子を産んだ。名前は「力丸」。
遠藤 智花（えんどう ともか）〈26〉
演 - 柳生みゆ
沙也加のマタニティー友達。沙也加と知り合ったときには「やっと同世代のマタ友ができた」と喜んだ。
夫と喧嘩をし、実家に帰っていた。沙也加よりも先に友達皆が男の子を妊娠していると判明するが、女の子が良かったと嘆いていた。
尾田 まり代（おだ まりよ）〈43〉
演 - 屋敷紘子
沙也加のマタニティー友達。冷静な性格。あかりからは「40歳を前に慌てて結婚した」と言われている。その為、旦那に愛情を持っていない。

### その他
小林 みどり（こばやし みどり）〈36〉
演 - 江口のりこ
司の姉。名前の由来は「地球上に緑が必要な様に、皆を癒せる様に」との事から。普段から関西弁で話し、前夫を「ケパブー」と呼んでいる。また、過去にトルコ出身の彼氏がいた。沙也加の妊娠にいち早く気付いた。化粧品会社で働いていたことがあり、企画書はいつも10本出していた。また、学生時代、演劇部だった。そのため、感情表現が過剰になる時があり、弟夫婦の家に突然押し掛け平気で生活全般の面倒を見てもらおうとする等、かなり図々しい性格。それに加えてデリカシーがなく、その場の空気を読まない発言をするため弟夫婦からは疎まれているが本人は自覚していない。その後彼氏になった田所と同棲生活を始め、出ていくことになる。田所のことを「彼ピッピ」または「よーたん」、「よーちん」と呼ぶ。また、彼に手作りの弁当を作り、持たせるようになった。とはいえ、根は弟想いで田所が司に悪態をついていたことを知ってからは田所に激怒させてまで改心に追い込ませている。その後田所と結婚する。
町田 彦丸（まちだ ひこまる）
演 - 脇知弘
あかりの夫。もんじゃ屋「かっぱ祭り」を営んでいるが、司以上に仕事ができない。税理士を目指しており、その家庭教師と称する女性と一緒にいるところを沙也加とみどりに目撃され、あかりに浮気していると誤解された。それを解こうと司に誘われテレビ局のイベントで行われるラップバトルのイベントに出場しあかりに思いを伝えようとしたが、緊張してしまい、上手くいかなかった。趣味はパチンコで、あかりの目を盗んでは出かけようとするが見つかり、そのたびに喧嘩となる。沙也加に誘われ、あかりとともに田丸町の盆踊り大会に焼きそばの屋台を出店した。

### ゲスト

#### 第1話
宮坂 徹（みやさか とおる）
演 - 眞島秀和
「森を生きる展」のビラ作成に協力したデザイナー。青森の実家の母親が危篤となり、帰ろうかどうか悩んでいたところ、司の計らいで帰ることができ、最期を看取ることが出来たため、司の自宅を訪れ、謝意を表した。

#### 第2話
関根（せきね）
演 - 大河内浩
「おもちゃエキスポ」のクライアントの広報部長。スタッフの昼食の弁当を発注した司の仕事ぶりを評価したが、本人は田所の手柄と勘違いしたまま彼にエールを送る。

#### 第3話
レイジ カキタニ
演 - 岸谷五朗
「ショッピングモール集客イベント」の企画に協力した、ニューヨーク出身の世界的デザイナー。デザインに2ヶ月の時間が欲しいと要求する。それを聞いた田所が一旦は引き受けようとするが、司が本当の締め切り期日を伝えたために、決裂した。後に司の仕事ぶりを認め、司の会社にFAXでデザインを送ってきた。
名取 優作（なとり ゆうさく）
演 - 入江甚儀
沙也加の高校時代の元彼。パン屋で店員として働いていて、そのパン屋で沙也加と再会した。

#### 第4話
DOTAMA
演 - 本人役
司が担当した隙間企画「毒舌ラップバトル」のラッパー。彦丸は彼の毒舌に絶句してしまい、それ以後何も言えなくなった。
ニコラス・エドワーズ
演 - 本人役
「うたじまん」の出演者。

#### 第5話
恩田 優子（おんだ ゆうこ）
演 - 羽田美智子
司の会社の社員で、庶務課に在籍している。土方の妻であるが、姓が異なる。現在は夫の勤勉さと自身の浮気が原因で別居中。おしとやかで思いやりのある心優しい性格で司に対して入社時から気にかけるなど、心から期待しており、良き理解者でもある。また、司をフルネームで呼ぶ。
松丸 清吾（まつまる せいご）
女性に人気の演歌歌手。劇中に本人は登場していない。
東 公平（あずま こうへい）
演 -  山田明郷
万年筆を主力商品とする「コトブキ茜堂」会長。自身が拾った一万円札を落としたかどうか司に尋ねたところ、司が自分のものでは無いと言い、さらに落とし主を見つけたことでその真摯な態度に感服する。後日の自社での宣伝企画のプレゼンにおいて、土方がまとめたプランに対し、司に「正直者の君に聞きたい」と意見を求める。

#### 第6話
合田（ごうだ）
演 - 袴田吉彦
司の会社の経理部に在籍している。司の上司・土方とは同期で親しい。カッチリしたスーツを着て銀縁の眼鏡を掛けている。ルール至上主義で、一度決まったことの変更などを申し出た社員を、「ルールに例外は作れない」と言って門前払いする。司の部署に次々と、提出された伝票のダメ出しをする。経理という仕事に誇りを持っているが、他の部署の仕事にも敬意を表している。後述の費用の支払いを頼みに来た司に対し、「自分たちではどうにもならない。常務に掛け合うしかない」と言い、直談判するように促した。
大貫（おおぬき）
演 - 阿南健治
従業員5人の零細企業「大貫工芸」の社長。司の会社が企画した「映画公開イベント」が延期となり受注した商品が納品できず、代金が払い込まれなくなったが、そのイベントのために自身が負担する経費の支払いが迫ったため、司にイベント経費の早期支払いへの協力を頼んだ。
沙也加の母親
沙也加とは「LINE」でやり取りしている。家庭菜園をしており、トマトなどを育てている。劇中に本人は登場していない。

#### 第7話
小林 辰男（こばやし たつお）
演 - 升毅
司とみどりの父。みどり同様、関西弁で話す。妻 （司とみどりの母）が一人で旅行に出掛けたため東京にやって来て司たちの家に宿泊する。昔気質の頑固親父であるが、どこか抜けている一面もある。沙也加が妊娠したことを祝福するが、元気な男の子が生まれて欲しいと名前の候補まで挙げていた。しかし、後に親が名前を名付けるべきだと思うようになり、沙也加に謝った。一方、司に対しては男らしく生きるように辛辣な言葉を投げかけた。
植松（うえまつ）
演 - 不明
「スペースビバレッジ」の会社員。8月19日に行われる「田丸町盆踊り大会」で、新商品「サンシャワー」のサンプリングをして欲しいと依頼する。司が対応した。しかし、盆踊りの時間に合わせて提供できるよう半凍結状態で商品を搬入するはずが発注を誤り、常温で届いてしまう。さらにその責任を司に押し付け、どこかへ去ってしまう。
清水（しみず）
演 - 不明
田丸町の町内会長。商店街で八百屋を営んでおり、この八百屋で司が桃を3箱購入した。司が盆踊り大会の開催について協力を頼んだ際、人が集まらないから止めた方がいいと言っていた。
小池（こいけ）
演 - 赤星昇一郎
田丸町の商店街で氷屋を営む。強面な外見とは裏腹に思いやりのある心優しい性格で淋しがり屋な一面もある。飼っている犬（トイプードル）が居なくなり探していたところ司に会い、犬を見つけ出してくれたことから恩義を感じ、盆踊り大会を開催する段になって、スポンサーの商品が前述の状況になり司が困っていたところ、商店街の仲間に声を掛け協力した。
加納 力弥（かのう りきや）
演 - 本多力
土方が担当している「スポーツフェスタ」の演出家。しかし後日、専務 に「スポーツフェスタ」の演出を断られた。

#### 第8話
轟 夢子（とどろき ゆめこ）〈84〉
演 - 田島令子
全国にリゾートホテルを所有する「轟リゾート」の会長。年収は約300億円。埼玉県守沢村出身の4人兄弟で、西瓜が大好物だった。現在は友人や家族を亡くし、車椅子生活をしながら会長を務めている。
高杉 翔太（たかすぎ しょうた）
演 - 和田正人
司の小学校時代の親友。地味だったことから司と共に「ジミーズ」と呼ばれていた。現在は映像制作会社「スタジオ ジラソーレ」の社長で高級な家に住んでおり、運転手や料理人が雇われている。司が担当した轟会長のパーティーに協力し、会社独自の技術を利用した作品を制作した。

#### 第9話
宝田 文彦（たからだ ふみひこ）
演 - 小林隆
司の会社の社内報作成担当の事務員。未婚だが、規定の仕事時間外は一切業務をしない。ボランティアで少年野球のコーチもやっている。司の写真を同姓同名の小林 司がいるにもかかわらず二度も取り違えたり、田所の写真が顔半分しか写していなかったりするなど、仕事ができない節も見られる。一方で、会社を逃げるように辞めていく吉田の退社挨拶を取りに行った時に、「ご苦労様」と声を掛ける人情家でもある。
吉田 武史（よしだ たけふみ）
演 - 塚地武雅（ドランクドラゴン）
司の会社の元社員。動画を投稿している。動画のフォロワーの一人が、宝田である。魚さばきの名人でもあり、パリ和食フェスティバル向けのゲストとして捜索される。宝田が知っていたことから司は依頼に行くが、マックスには良い思い出がないと断る。しかし、宝田に協力を依頼されて、宝田のためならとフランスで全国放送されるテレビ番組に、板前姿で出演した。「パリ和食フェスティバル」にもゲストとして参加した。

## スタッフ
- 脚本 - 渡辺千穂
- 音楽 - 菅野祐悟
- 主題歌 - 関ジャニ∞「奇跡の人」(INFINITY RECORDS)（作詞・作曲 - さだまさし[28]、編曲・サウンドプロデュース - 島田昌典[29]）[30]
- チーフプロデューサー - 西憲彦
- プロデューサー - 小田玲奈、鈴木香織、森雅弘
- 演出 - 佐藤東弥、小室直子、森雅弘
- 制作協力 - AXON
- 制作著作 - 日本テレビ

## 放送日程
| 各話                                                                        | 放送日  | ラテ欄                                                             | !演出    | 視聴率 |
| --------------------------------------------------------------------------- | ------- | ------------------------------------------------------------------ | -------- | ------ |
| 第1話                                                                       | 7月08日 | 理想の夫はお荷物社員だった!? 笑って泣ける新感覚!お仕事ホームドラマ | 佐藤東弥 | 11.2%  |
| 第2話                                                                       | 7月15日 | 夫婦二人三脚社会サバイバル幕開け 雑用仕事に魂込めろ                | 佐藤東弥 | 09.1%  |
| 第3話                                                                       | 7月22日 | 巧みな嘘で乗り越えろ!初仕事の成功と夫婦崩壊の危機                  | 小室直子 | 08.5%  |
| 第4話                                                                       | 7月29日 | 妻の愛を取り戻せ!真夏のラップバトルで愛を叫べYO                    | 小室直子 | 09.4%  |
| 第5話                                                                       | 8月05日 | 夫VS最強上司モジモジ男の心の叫び ついにデキる男に?                 | 佐藤東弥 | 08.0%  |
| 第6話                                                                       | 8月12日 | ラブラブ夫婦にケンカ勃発!家庭&仕事に喧嘩は必要?                    | 森雅弘   | 08.7%  |
| 第7話                                                                       | 8月19日 | ガンコ親父の上京でラブラブ夫婦に亀裂!男はつらいよ                  | 小室直子 | 08.5%  |
| 第8話                                                                       | 9月02日 | 今夜第二章!ついに仕事で大成功! …でも家族は幸せ?                    | 佐藤東弥 | 07.8%  |
| 第9話                                                                       | 9月09日 | 仕事と家庭の幸せ両立できる?涙の弁当で夫が目覚める                  | 小室直子 | 07.3%  |
| 最終話                                                                      | 9月16日 | 妻が早産!仕事か家庭か決断の時 夫からのラブレター                   | 佐藤東弥 | 08.0%  |
| 平均視聴率 8.7%（視聴率はビデオリサーチ調べ、関東地区・世帯・リアルタイム） |         |                                                                    |          |        |

- 8月26日は、「24時間テレビ40」放送のため休止。
- 第9話（9月9日）は、「グラチャンバレー2017女子大会第4日・日本×アメリカ」中継延長のため、70分繰り下げの23時10分 - 翌0時4分に放送された。
- 最終話（9月16日）は、「グラチャンバレー2017男子大会第4日・日本×イラン」中継延長のため、25分繰り下げの22時25分 - 23時19分に放送された。